# Deutsche Rundschau (Odessa)
Die Deutsche Rundschau erschien in Odessa von 1906/1907 bis 1914 und von  1918 bis 1919.

## Geschichte
Seit Oktober 1906 (oder Oktober  1907?) erschien die Deutsche Rundschau in Saratow, seit November  1907 in Odessa. Sie war katholisch ausgerichtet, erschien mehrmals wöchentlich und enthielt die Sonntagsbeilage  Klemens, das vorher  als eigenständiges Wochenblatt seit 1897 erschienen war.
Daneben gab es in dieser Zeit noch die Odessaer Zeitung und die Deutsche Volkszeitung in Saratow, die bekannter waren. Alle richteten sich an die deutschsprachige Bevölkerung am Schwarzen Meer und an der Wolga.
Im August 1914 musste die Deutsche Rundschau  ihr Erscheinen kurz nach Beginn des Ersten Weltkrieges einstellen.
Anfang 1918 gründete  der   bisherige Chefredakteur Michael Hilfer die Odessaer Rundschau im von weißen Truppen besetzten Gebiet, die bis zum Frühjahr 1919 erscheinen konnte.
Einige Ausgaben befinden sich in der Universitätsbibliothek Heidelberg.